# Пустельник (Соколівський повіт)
Пустельник (пол. Pustelnik) — село в Польщі, у гміні Церанув Соколовського повіту Мазовецького воєводства.
Населення — 45 осіб (2011).
У 1975-1998 роках село належало до Седлецького воєводства.

## Демографія
Демографічна структура станом на 31 березня 2011 року:
|          | Загалом | Допрацездатний вік | Працездатний вік | Постпрацездатний вік |
| -------- | ------- | ------------------ | ---------------- | -------------------- |
| Чоловіки | 20      | 5                  | 13               | 2                    |
| Жінки    | 25      | 4                  | 10               | 11                   |
| Разом    | 45      | 9                  | 23               | 13                   |